# Henner Henkel
Henner Henkel (Poznań, 9 de Outubro de 1915 - Voronezh, 13 de Janeiro de 1943) foi um tenista profissional alemão.

## Grand Slam finais

### Simples  (1 título)
| Ano  | Torneio       | Oponente     | Placar        |
| 1937 | Roland Garros | Bunny Austin | 6–1, 6–4, 6–3 |

### Duplas

#### Títulos (2)
| Ano  | Torneio       | Parceiro            | Oponentes                       | Placar             |
| 1937 | Roland Garros | Gottfried von Cramm | Vernon Kirby Norman Farquharson | 6–4, 7–5, 3–6, 6–1 |
| 1937 | US Open       | Gottfried von Cramm | Don Budge Gene Mako             | 6–4, 7–5, 6–4      |

#### Vice (2)
| Ano  | Torneio         | Parceiro            | Oponentes                  | Placar             |
| 1938 | Australian Open | Gottfried von Cramm | John Bromwich Adrian Quist | 5–7, 4–6, 0–6      |
| 1938 | Wimbledon       | Georg von Metaxa    | Don Budge Gene Mako        | 4–6, 6–3, 3–6, 6–8 |

### Duplas Mistas

#### Vice (1)
| Ano  | Torneio   | Parceira             | Oponentes              | Placar   |
| 1938 | Wimbledon | Sarah Palfrey Fabyan | Alice Marble Don Budge | 1–6, 4–6 |